# Zeno Kieft

a Compétitions nationales et continentales officielles uniquement.

b Matchs officiels uniquement.
Dernière mise à jour le 17 septembre 2021.
Zeno Kieft, né le 2 février 1991 à La Haye, est un joueur international néerlandais de rugby à XV, qui évolue au poste de troisième ligne aile. Il joue l'intégralité de sa carrière au sein de l'effectif du Stade rochelais.

## Biographie
Après des débuts au Haagsche Rugby Club (nl), club de rugby de La Haye aux Pays-Bas, il rejoint le Stade rochelais en 2010 à l'âge de 18 ans. Il intègre l'équipe espoir du club et en devient le capitaine. Initialement numéro 8, il a été repositionné au poste de troisième ligne aile. Devenu professionnel, Zeno est sous contrat avec le club jusqu'en 2019.
Son modèle à son poste est Jacques Burger, le joueur namibien du club des Saracens.
En parallèle de son parcours sportif, il a suivi des études en Génie Civil à l'IUT de La Rochelle.

## Carrière

### En club

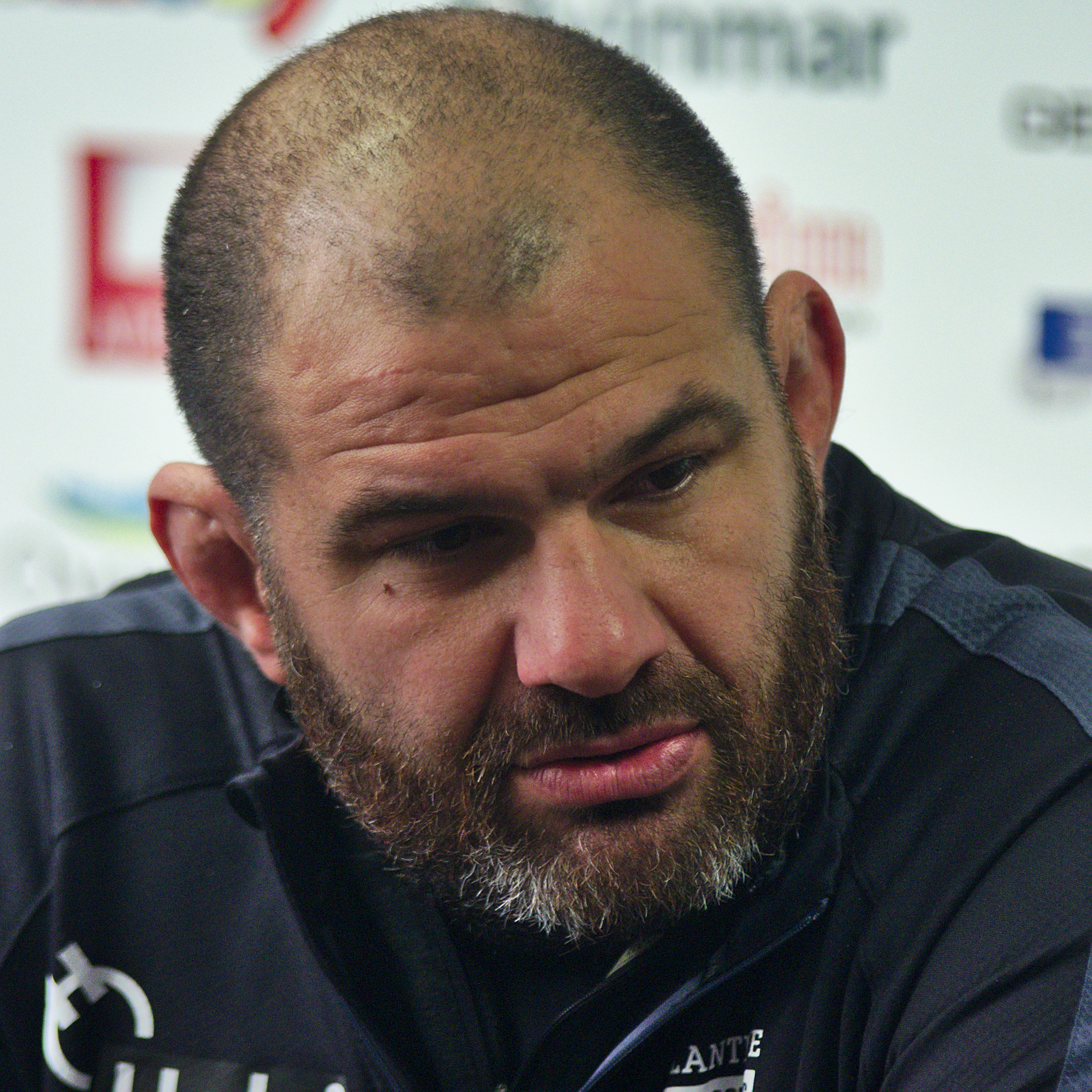
Patrice Collazo, ici en 2014, est l'entraîneur de Zeno Kieft de 2013 à 2018.

Après des débuts en espoir, il joue son premier match en équipe première le 9 novembre 2013, à l'occasion de la réception de l'US Colomiers. En février 2014, il signe son premier contrat professionnel pour une durée de deux saisons et devient ainsi le premier joueur de nationalité néerlandaise à signer un contrat professionnel en France. Le 7 mai 2014, il est désigné pour la première fois capitaine, face l'US Carcassonne, un match à rejouer dans le cadre de la 21e journée de Pro D2 de la saison 2013-14. Lors de cette saison, il participe à 16 matchs de championnat dont la finale d’accession face à Agen lors de laquelle il est titulaire.
La saison suivante, celle de la remontée dans l'élite, il ne prend part qu'à un seul match de Top14, face au Stade français en raison de blessures. Il participe cependant à trois matches de Challenge européen.
La saison 2015-2016 est plus active pour le joueur, puisqu'il prend part aux sept premiers matches de Top14, en enchaînant cinq titularisations. Il participe également aux six rencontres de Challenge Cup. Cette succession de matches s'accompagne en novembre 2015 d'une prolongation de contrat de trois saisons supplémentaires. Lors de la 23e journée de Top14 face à Montpellier, il inscrit son premier essai chez les professionnels.  
Patrice Collazo, le coach du Stade rochelais parle de Zeno comme d'un joueur « porteur de l'ADN du Stade rochelais » avec une « attitude (qui) lui confère beaucoup de crédit dans le vestiaire ». Les trois mots choisis par Collazo pour le qualifier sont « club, travail et performance ».
Non conservé par le club maritime en juin 2021, il décide alors d'arrêter sa carrière de joueur à l'âge de 30 ans,.

### En sélection
Zeno Kieft compte trois sélections en équipe nationale des Pays-Bas, lors du Championnat européen des nations, Division 1B 2010-2012. Ces trois sélections se sont soldées par des défaites face à la République Tchèque, la Belgique et la Pologne, où il fut à chaque fois titulaire.

## Palmarès
- Finaliste du Challenge européen en 2019